# ことでんサービス
ことでんサービス株式会社は、香川県にあるサービス企業。高松琴平電気鉄道（琴電）の100%子会社で、琴電の駅業務の受託、コンビニエンスストア業務(セブン-イレブン高松瓦町東口店)をおこなっている。2004年に旧・コトデンタクシーとビルメンテナンス業の北四国総業が合併して発足した。
駅業務では、女性駅員を積極的に採用している。タクシーの車両は、ワゴンタイプを除きほぼ日産・セドリックになっている。
2019年4月1日をもってタクシー事業はことでんバスに、ビル管理事業はことでん本社に移管された。

## ビル管理事業部
ビルマネジメントなどの維持管理業務(設備・環境・清掃・テナント管理等)を行っていた。管理物件は瓦町FLAGが入居するコトデン瓦町ビル（過去にはコトデンそごうや高松天満屋が入居。ビル所有者は高松琴平電気鉄道である）、瓦町駅前広場、瓦町駅地下駐車場、高松市立駐車場である。